# Волос
Волос је главни град грчког округа Магнезија, у периферији Тесалија, чији је други град по величини и значају, после седишта периферије, града Ларисе.

## Порекло назива
По писању византинског историчара из 14. века град се звао Голос (Γώλος), за шта се претпоставља да је изведено од старогрчке речи Иолкос (Ιωλκός). Друга могућност је да је име настало од речи Фолос (Φώλος), по легендарном месном властелину са овим именом.

## Географија
Волос се налази у средишњем делу Грчке, поред најважнијег државног пута Атина—Солун (од кога га дели 10 км). Од Атине град је удаљен 326 км, а од Солуна 215 км.
Град се у самом средишту округа. Смештен је у истоименој малој равници на врху Пагасетичког залива. Изнад града дижу се планине Пилио и Мавровуни.
Клима Волоса је средоземна, за коју су особене жарна лета и благе зиме са ретким снегом.

## Историја
Најстарији археолошки налази у подручју Волоса говоре да је ово подручје било насељено још у време праисторије, по којима је подручје града веома значајно. Западно од града налазе остаци најстаријег акропоља у Грчкој, Сескло, подигнутог 6000. п. н. е, по коме је праисторијска неолитска култура на тлу Грчке названа „Сескло и Димини”.
У 6. веку п. н. е. ово подручје је укључено у цивилизацијске токове. 344. године подручје Волоса потпало је под власт античке Македоније, да би 196. године била под староримском влашћу.
У средњем веку град је био највише у оквиру Византије, кратко под Бугарском и Србијом, да би у 15. веку град пао под османску власт. Под Турцима Волос остаје следећа 4 века. 1881. године град припада савременој Грчкој, а месно муслиманско становништво се масовно исељава, а последњи се исељавају поле Грчко-турског рата 1897—1898. године. После Грчко-турског рата много грчких избеглица из Мале Азије се населило у граду и околини. Године 1955. град је био погођен земљотресом, после чега је подигнут у савременом духу.

### Срби у Волосу
Године 1898—1905. имала је у граду Краљевина Србија почасног конзула, Грка Јована Политија. Он је 1898. године са статусом вицеконзула.
За време Првог светског рата (1915—1918) ту је велика српска избегличка колонија. Избеглице су стизале и бродовима на градско пристаниште. Много је Срба умрло у Волосу и остало сахрањено на градском гробљу. Било је ту много избеглих Срба и Јевреја, између осталих и адвоката, лекара, професора, свештеника, трговаца, државних чиновника и политичара. Срби су користили од октобра 1917. године за своје духовне потребе и прославе православни храм Светог Вознесења, а црквени хор су чинили српски ђаци из Интернатске гимназије. Била је ту почетком септембра 1917. године премештена Битољска српска виша гимназија. Прешли су из Битоља сви професори са ученицима и опремом, а уз гимназију отворен бесплатни интернат који је имао је 250 ученичких кревета. Активан је у цркви и школи, српски архимандрит тада професор гимназије и доктор теологије тамошњег српског народног универзитета. Андра Гроздановић је био школски надзорник при гимназији. Осим гимназије, ту су започеле рад и Учитељска школа и Богословија. Ђаци из тих установа су почетком 1918. године створили литерарну дружину под именом "Југославија". Дана 2. априла у српској гимназији у Волосу полагало је испит зрелости 71 ученика првог матурантског курса.
Године 2018. поново је отворен почасни конзулат Србије у град, а конзул је Грк, Симеон Цомокос. Привремене конзулске канцеларије су у тамошњем Хотелу Волос. У Волосу 2017-2019. године ради и допунска школа на српском језику, у којој предаје учитељица проф. Љубица Покрајац Псарос. Број ученика те школе чији се рад одвија у Центру за перманентно образовање сваког петка, износио је на почетку рада 33. У Волосу је православни парох јереј Александар Гачић.

## Становништво
Општина Волос има 82.439 становника, по чему спада међу 10 највећих градова Грчке. Становништво су углавном етнички Грци. Кретање становништва по годинама било је следеће:
| 1881. | 1920.  | 1981.  | 1991.  | 2001.  |
| ----- | ------ | ------ | ------ | ------ |
| 4.900 | 30.046 | 71.378 | 77.192 | 82.439 |

| 1981.   | 1991.   | 2001.   | 2011.   |
| ------- | ------- | ------- | ------- |
| 103.000 | 120.000 | 150.000 | 144.449 |

## Привреда
Волос је привредно средиште богате области Магнезије. У граду је развијена тешкаиндустрија, нарочито индустрија челика и цемента. За Волос су особена велика индустријска предузећа, што је потпуно другачије од многих других градова у држави.
Волос је веома важан саобраћајни чвор у Грчкој. У близини Волоса налази се међународни аеродром „Средишња Грчка”. Поред града пролази најважнији државни ауто-пут Атина - Солун, а кроз град пруга на истој траси. Градска лука је трећа по промету у целој Грчкој, а значајан део њеног промета је заснован на фериботском превозу до већег броја Егејских острва, највише до Спорада.

## Збирка слика
- Поглед на Волос
- Саборни храм Волоса
- Ректорат Универзитета Тесалије
- Једна од градских цркава